# Mikel Larunbe
Mikel Larunbe García del Castillo (Galdácano, Vizcaya, 1 de febrero de 1993) es un ex pelotari español de Asegarce que jugaba en la posición de zaguero, debutó el 5 de enero de 2013 en el Frontón Bizkaia de Miribilla.Actualmente, Mikel Larunbe García del Castillo se encuentra dando clases como sustituto de física y química en el instituto IES Cruces. Y según el y varios medios confiables, esta planeando volver al deporte.

## Trayectoria
| Club              | Temporada       |
| ----------------- | --------------- |
| Adiskide Galdakao | 2000-2013       |
| Asegarce          | 2013-Actualidad |

## Final del Campeonato de Parejas
| Año  | Campeones            | Subcampeones          | Tanteo | Frontón |
| ---- | -------------------- | --------------------- | ------ | ------- |
| 2017 | Irribarria - Rezusta | Bengoetxea VI-Larunbe | 22-14  | Vizcaya |

## Finales del Campeonato de Parejas de 2.ª categoría
| Año  | Campeón      | Subcampeón      | Tanteo | Frontón |
| ---- | ------------ | --------------- | ------ | ------- |
| 2015 | Jaka-Tolosa  | Rico IV-Larunbe | 22-17  | Labrit  |
| 2016 | Gorka-Tolosa | Agirre-Larunbe  | 22-11  | Labrit  |